# Năm Sao Hỏa

Chuyển động của Sao Hỏa quanh Mặt Trời

Năm Sao Hỏa là quãng thời gian để Sao Hỏa thực hiện đủ một vòng quỹ đạo chuyển động tương đối quanh Mặt Trời. Hiện tại (2011) năm Sao Hỏa đang có giá trị khoảng 686,971 ngày Trái Đất